# لیو یونگشی
لیو یونگشی (刘 咏诗؛ زادهٔ ۱۹ فوریهٔ ۱۹۹۰)  شمشیرباز زن اهل چین بود. وی در بازی‌های المپیک تابستانی ۲۰۱۶ شرکت کرده‌است.